# MLDonkey

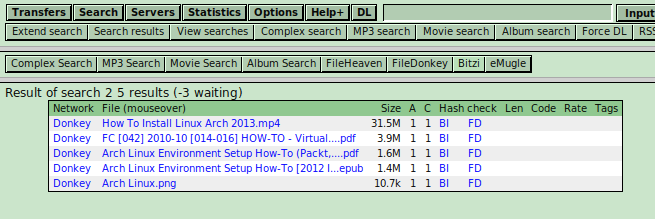
Suchfenster im Webinterface (localhost:8080)

MLDonkey ist ein freies Filesharingprogramm, das auf verschiedene Netzwerke zugreifen kann.
Folgende Netzwerke werden unterstützt:
- eDonkey2000
- Overnet
- FastTrack (Kazaa)
- BitTorrent
- Kademlia
- Soulseek
- Direct Connect

Die Unterstützung von Gnutella und Gnutella2 wurde ab Version 2.9.0 aufgegeben, da sie von keinem Maintainer gepflegt werden.
Außerdem können auch HTTP-, FTP- und SFTP-/SCP-Downloads mit MLDonkey durchgeführt werden.
MLDonkey wurde vor allem für Unix-basierte Systeme (GNU/Linux, diverse BSDs, macOS/Darwin) entwickelt, inzwischen existiert auch eine lauffähige Windows-Portierung.
Einer der großen Unterschiede zu vergleichbaren Softwareanwendungen wie Kazaa oder Lopster ist die strikte Trennung in eine Kern-Applikation (Core), welche die eigentliche Funktionalität zur Verfügung stellt, und eine Oberfläche, die die Interaktion mit dem Benutzer zur Verfügung stellt. Hierzu stehen drei verschiedene Protokolle bereit:
- HTTP – Es ist der Zugriff mittels eines Webbrowsers auf ein Webinterface möglich.
- Telnet – Der Kern kann komplett über Telnet gesteuert werden.
- eigenes MLDonkey-GUI-Protokoll – Es existieren diverse GUI-Clients, welche den Zugriff ermöglichen.

Diese Trennung ist insbesondere attraktiv, um den Kern von einem anderen Rechner aus zu steuern. Es muss nur eine Verbindung (mittels einer der drei genannten Varianten) aufgebaut werden um Kommandos abzusetzen. Zum Herunterladen selbst ist keine Verbindung von der Benutzerschnittstelle zum MLDonkey-Kern nötig.
MLDonkey kann dieselbe Datei gleichzeitig aus dem eDonkey2000-Netzwerk und dem Overnet beziehen und dort anbieten, ist also ein Hybrid wie der offizielle eDonkey2000-Client.